# Hans Graf Huyn
Hans Graf Huyn alias Johannes Georg Carl Friedrich Huyn (* 3. Juli 1930 in Warschau, Polen; † 22. Januar 2011 auf dem Ritten in Südtirol) war ein deutscher Diplomat, Politiker (CSU) und Publizist.

## Leben
Hans Graf Huyn war Sohn des Presseattachés an der Deutschen Gesandtschaft in Polen Johannes Franz Graf Huyn (1894–1941) und der Liselotte von Philipp. Er heiratete Rosemary Ferdinande Altgräfin zu Salm-Reifferscheidt-Krautheim und Dyck. Aus der Ehe gingen die Kinder Johannes, Marie Christine, Franz-Ferdinand und Assunta hervor.
Nach dem Besuch mehrerer Schulen im Ausland und des Maximiliansgymnasiums in München studierte Huyn Rechtswissenschaften, Philosophie und Geschichte sowie Sprachen an der Ludwig-Maximilians-Universität München und an Universitäten in Frankreich und Südamerika. 1954 legte er in München die juristische Staatsprüfung ab. 1955 wurde er Attaché im Auswärtigen Amt.
Nach dem Tod seiner Frau Rosemary im Jahr 2004 mit 67 Jahren zog er sich ins Privatleben zurück. Hans Graf Huyn starb nach langer Krankheit und wurde am 29. Januar 2011 auf dem Friedhof in Maria Himmelfahrt bei Oberbozen bestattet.

## Leistungen
1956 nahm er als Sekretär bei den EWG-Verhandlungen in Brüssel teil. Von 1956 bis 1957 durchlief er diplomatische Stationen in Tunis und Dublin und war bis 1959 in der Zentrale des Auswärtigen Amts eingesetzt. Nach Tätigkeit an der Botschaft in Tokio von 1959 bis 1964 war er von Juni bis August 1961 ständiger Vertreter des Botschafters in Manila. Von 1963 bis 1965 war er im Europäischen Grundsatzreferat der politischen Abteilung des Auswärtigen Amtes verantwortlich für Europäische Politische Zusammenarbeit und den deutsch-französischen Freundschaftsvertrag.
1965 bat Huyn im Zuge einer in der Öffentlichkeit vielbeachteten Diskretionsaffäre um seine Person, der Affäre Huyn, um seine Entlassung.
Hans Huyn war anschließend als Publizist tätig. 1969 wurde er für die Bundesfinanzverwaltung tätig und wechselte 1972 als Angestellter zur CSU-Landesgruppe in der CDU/CSU-Fraktion im Deutschen Bundestag. Er war bis 1976 außenpolitischer Berater von Franz Josef Strauß. 1976 wurde er selbst Mitglied des Deutschen Bundestages und war Abgeordneter für den Wahlkreis Rosenheim von 1976 bis 1987 und 1988 bis 1990. Er war Mitglied des Auswärtigen Ausschusses, des Innerdeutschen Ausschusses und des Verteidigungsausschusses sowie außenpolitischer Sprecher der CSU im Deutschen Bundestag.

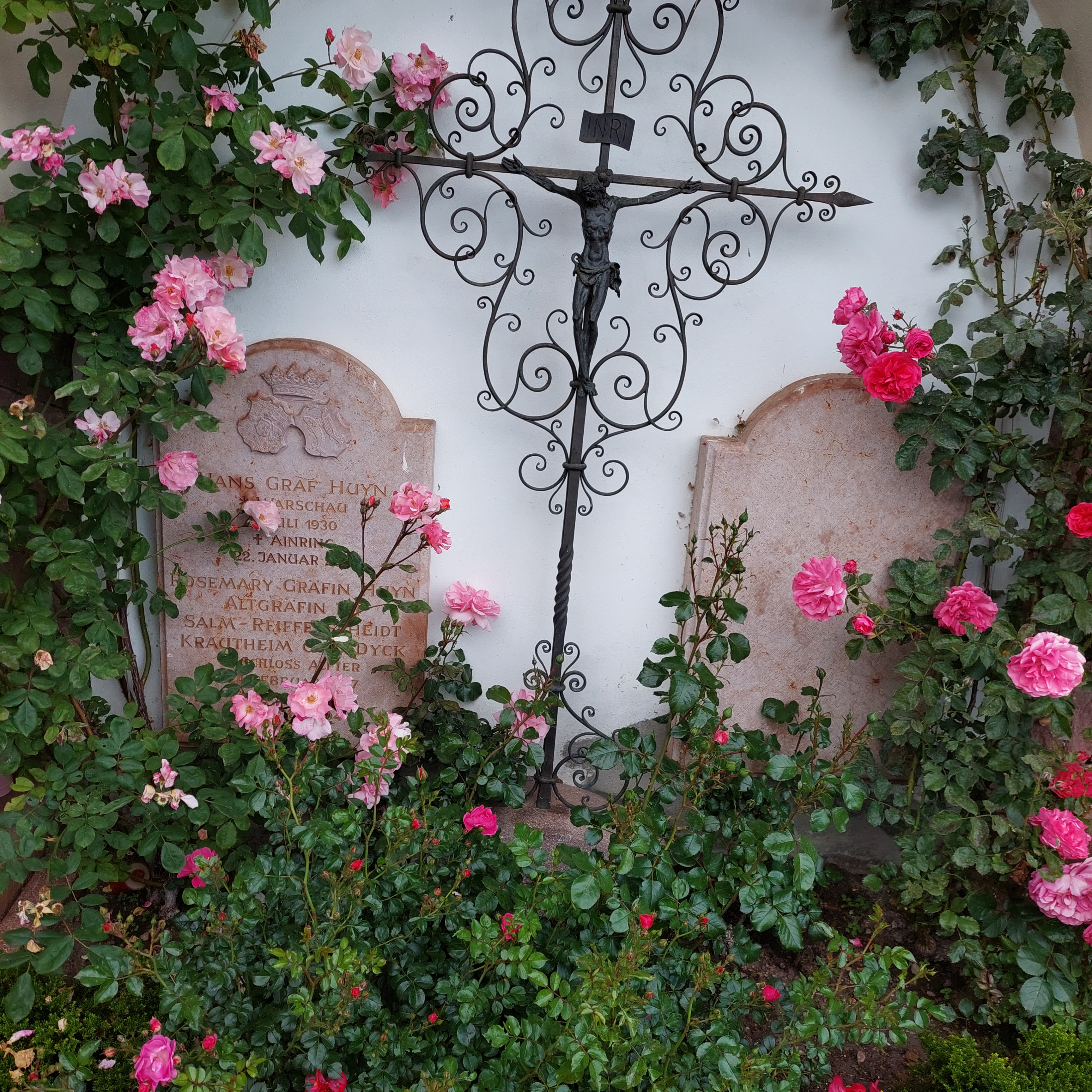
Grab im Maria Himmelfahrt

Huyn ist Autor diverser Bücher, die sich im Wesentlichen mit der Ostpolitik und der Sowjetunion befassen. Bereits 1969 hat er das Tiroler Weinbuch verfasst, in dem er das Potential vor allem des Südtiroler Weines aufzeigte und die Südtiroler Weinwirtschaft dazu aufrief, den Weinanbau nach Kriterien der Qualität statt der Quantität zu betreiben.
Als Katholik war er in der Kirche in Not – Ostpriesterhilfe tätig, deren Vorsitzender er in Deutschland von 1988 bis 2005 war. Seit 2000 bis zu seinem Tod war er Kuratoriumsmitglied des Forums Deutscher Katholiken.
Hans Huyn war auch Familiar des Deutschen Ordens.

## Auszeichnungen
- 1986: Verdienstkreuz 1. Klasse der Bundesrepublik Deutschland
- Bayerischer Verdienstorden

## Schriften
- Die deutsche Karte. Neue Strategie Moskaus. München: Universitas-Verlag, 1991
- Die Doppelfalle Das Risiko Gorbatschow. München: Herbig – Universitas, 1989
- Ihr werdet sein wie Gott. Der Irrtum des modernen Menschen von der Französischen Revolution bis heute. München: Universitas, 1988
- Sieg ohne Krieg. Moskaus Griff nach der Weltherrschaft. Wien: Fritz Molden Verlag, 1984
- Fünf vor Zwölf – Die Welt nach Afghanistan. Wien: Molden-Verlag, 1980
- Wir alle sind Afghanistan. Moskaus Ziel heißt Europa. Wien: Fritz Molden, 1978
- Der Angriff, der Vorstoß Moskaus zur Weltherrschaft. Wien: Fritz Molden Verlag, 1978
- Menschenrechte und Selbstbestimmung. Reden zur Zeit 7. Würzburg: Naumann Verlag, 1977
- (Hrsg.): Ostpolitik im Kreuzfeuer. Stuttgart: Seewald Verlag, 1971.
- Das Tiroler Weinbuch. Ein Führer durch den schönsten Weingarten Europas. Mit kulturhistorischen und kulinarischen Exkursen. Eine Kompendium aller Kostbarkeiten im Tiroler Weinland. Stuttgart: Seewald Verlag, 1969
- Die Sackgasse. Deutschlands Weg in die Isolierung. Stuttgart: Seewald Verlag, 1966

(als Herausgeber)
- Weinland Südtirol. Mit Beiträgen von Hermann Frass, Hans Graf Huyn, Franz Hieronymus Riedl, Bruno Weger u. Franz Zelger. Einleitung von Robert v. Fioreschy. Vorwort von Luis Durnwalder. Stuttgart: Seewald Verlag, 1985
- mit Nora Kinsky: Russisches Tagebuch 1916–1918. Geleitwort von Gina von Liechtenstein. Stuttgart: Seewald Verlag, 1976